# Regione di sviluppo Sud-Muntenia
Sud - Muntenia è una delle regioni di sviluppo della Romania, creata nel 1998. Ha una superficie di 34453 km². Comprende i distretti di Argeș, Prahova, Dâmbovița, Teleorman, Giurgiu, Ialomița e Călărași, facenti parte della regione storica della Muntenia.

## Geografia

### Rilievi
La regione presenta dislivelli fino a 2500 m rispetto al livello del mare. La percentuale di pianura è del 70,7%, 19,8% di colline e 9,5% di rilievi montuosi.

### Rete idrografica
Principale corso d'acqua è il Danubio, poi Olt, Argeș, Dâmbovița e Ialomița. Vi sono laghi come Vidraru, Mostiștea e Văcărești.

## Economia
I distretti più forti economicamente sono Argeș e Prahova con la presenza di industrie chimiche, elettrotecniche e automotive.

### Aziende notevoli presenti
- Electroargeș (Curtea de Argeș, Argeș)
- Amonil (Slobozia, Ialomița)
- Transmim (Slobozia, Ialomița)
- Saint-Gobain Glass (Călărași, Călărași)
- Rafinăria Astra (Ploiești, Prahova)
- Automobile Dacia (Mioveni, Argeș)
- Dr. Oetker (Curtea de Argeș, Argeș)
- Arpechim (Pitești, Argeș)
- Unilever South Central Europe (Ploiești, Prahova)